# Darja Djaczenko
Darja Grigorjewna Djaczenko (ros. Дарья Григорьевна Дьяченко, ukr. Дарія Григорівна Дяченко; ur. 2 kwietnia 1924 we wsi Kumari w obwodzie mikołajowskim, zm. 2 kwietnia 1944 w Tyraspolu) – radziecka partyzantka, działaczka podziemnej komsomolskiej organizacji bojowej działającej w obwodzie mikołajowskim, uhonorowana pośmiertnie tytułem Bohatera Związku Radzieckiego (1958).

## Życiorys
Urodziła się w ukraińskiej rodzinie chłopskiej. Ukończyła niepełną szkołę średnią w Pustomytach. Była członkinią Komsomołu, a podczas wojny z Niemcami wstąpiła do podziemnej komsomolskiej organizacji bojowej „Partizanskaja Iskra” we wsi Krymka w rejonie perwomajskim. Później założyła inne podziemne grupy młodzieżowe, które przeprowadzały dywersję na kolei, uwolniły z obozu jenieckiego około dwustu jeńców, gromadziły broń i zapasy, rozprowadzały ulotki. Nawiązała łączność z podziemnymi organizacjami partyjnymi z sąsiednich rejonów i z oddziałami partyzanckimi. 1 marca 1943 została aresztowana i osadzona w więzieniu w Tyraspolu, gdzie następnie zginęła rozstrzelana 2 kwietnia 1944.
1 lipca 1958 pośmiertnie otrzymała Złotą Gwiazdę Bohatera Związku Radzieckiego i Order Lenina. W Pustomytach zbudowano jej pomnik.